# Pamianthe
Pamianthe là một chi thực vật thuộc họ Amaryllidaceae. Chi này có các loài sau (tuy nhiên danh sách này có thể chưa đủ):
- Pamianthe parviflora, Meerow